# Ганс Крамер
Ганс Крамер (нім. Hans Cramer; 13 липня 1896, Мінден — 28 жовтня 1968, Мінден) — німецький воєначальник, генерал танкових військ вермахту. Кавалер Лицарського хреста Залізного хреста.

## Біографія
Закінчив кадетський корпус. 10 серпня 1914 року вступив в 15-й піхотний полк. Учасник Першої світової війни.
Після демобілізації армії залишився служити в рейхсвері. З 24 листопада 1938 року — командир кавалерійського навчального батальйону, з 1 вересня 1939 році — танкового розвідувального навчального батальйону. Учасник Польської і Французької кампаній. 2 жовтня 1940 року призначений командиром 8-го танкового полку 10-ї танкової дивізії. Брав участь в боях під Ржевом, Гжатськом і В'язьмою. 1 квітня 1942 р відкликаний до Берліна і отримав посаду начальника штабу генерала рухливих військ ОКХ. З 20 листопада по 10 грудня 1942 року був заступником командира і деякий час виконував обов'язки командира 48-го танкового корпусу, що діяв на південній ділянці радянсько-німецького фронту. Наприкінці 1942 року направлений в Північну Африку, де 1 січня 1943 року під його командуванням було сформовано генеральне командування «Крамер». 1 березня 1943 року прийняв командування Африканським корпусом.
16 травня 1943 року Крамер разом зі своїми підлеглими здався британським військам. 15 травня 1944 року Крамер був звільнений через важку астму і повернувся до Німеччини. Перед звільненням британські офіцери в присутності Крамера заявили, що планують висадку в Кале. Це було зроблено навмисно, щоб відволікти увагу німців від Нормандії, де мала відбутись справжня висадка. Крамер повірив союзникам і після повернення особисто повідомив Адольфу Гітлеру про майбутню висадку. 9 червня 1944 призначений генералом для доручень при командувачі танковою групою «Захід».
Після провалу Липневої змови як колишній полонений і близький друг Ервіна Роммеля був заарештований за підозрою в причетності до змови. З 26 липня по 5 серпня 1944 року Крамера допитували в берлінській тюрмі гестапо, після чого відправили у підтабір концтабору Равенсбрюк. 14 вересня 1944 року звільнений з вермахту, а в кінці місяця доставлений в клініку Шаріте. З 24 грудня перебував під домашнім арештом. З травня 1945 по 15 лютого 1946 року британці використовували Крамера як головнокомандувача полоненими німецькими військами у Шлезвіг-Гольштейні.

## Звання
- Фенріх (10 серпня 1914)
- Лейтенант (25 грудня 1914)
- Оберлейтенант (1 квітня 1925)
- Ротмістр (1 лютого 1931)
- Майор (1 січня 1936)
- Оберстлейтенант (1 лютого 1939)
- Оберст (1 жовтня 1941)
- Генерал-майор (1 листопада 1942)
- Генерал-лейтенант (1943)
- Генерал танкових військ (1 травня 1943)

## Нагороди
- Залізний хрест 2-го і 1-го класу
- Хрест «За героїчний вчинок» (Ліппе)
- Хрест «За військові заслуги» (Ліппе)
- Хрест «За вірну службу» (Шаумбург-Ліппе)
- Нагрудний знак «За поранення» в сріблі (1 червня 1919)
- Почесний хрест ветерана війни з мечами
- Медаль «За вислугу років у Вермахті» 4-го, 3-го, 2-го і 1-го класу (25 років)
- Застібка до Залізного хреста
  - 2-го класу (19 вересня 1939)
  - 1-го класу (3 жовтня 1939)
- Лицарський хрест Залізного хреста (27 червня 1941)
- Нагрудний знак «За танкову атаку» в сріблі (4 жовтня 1941)
- Німецький хрест в золоті (5 березня 1942)
- Колоніальний орден Зірки Італії, командорський хрест (7 травня 1942)
- Нарукавна стрічка «Африка»